# Tweede Kamerverkiezingen 2012

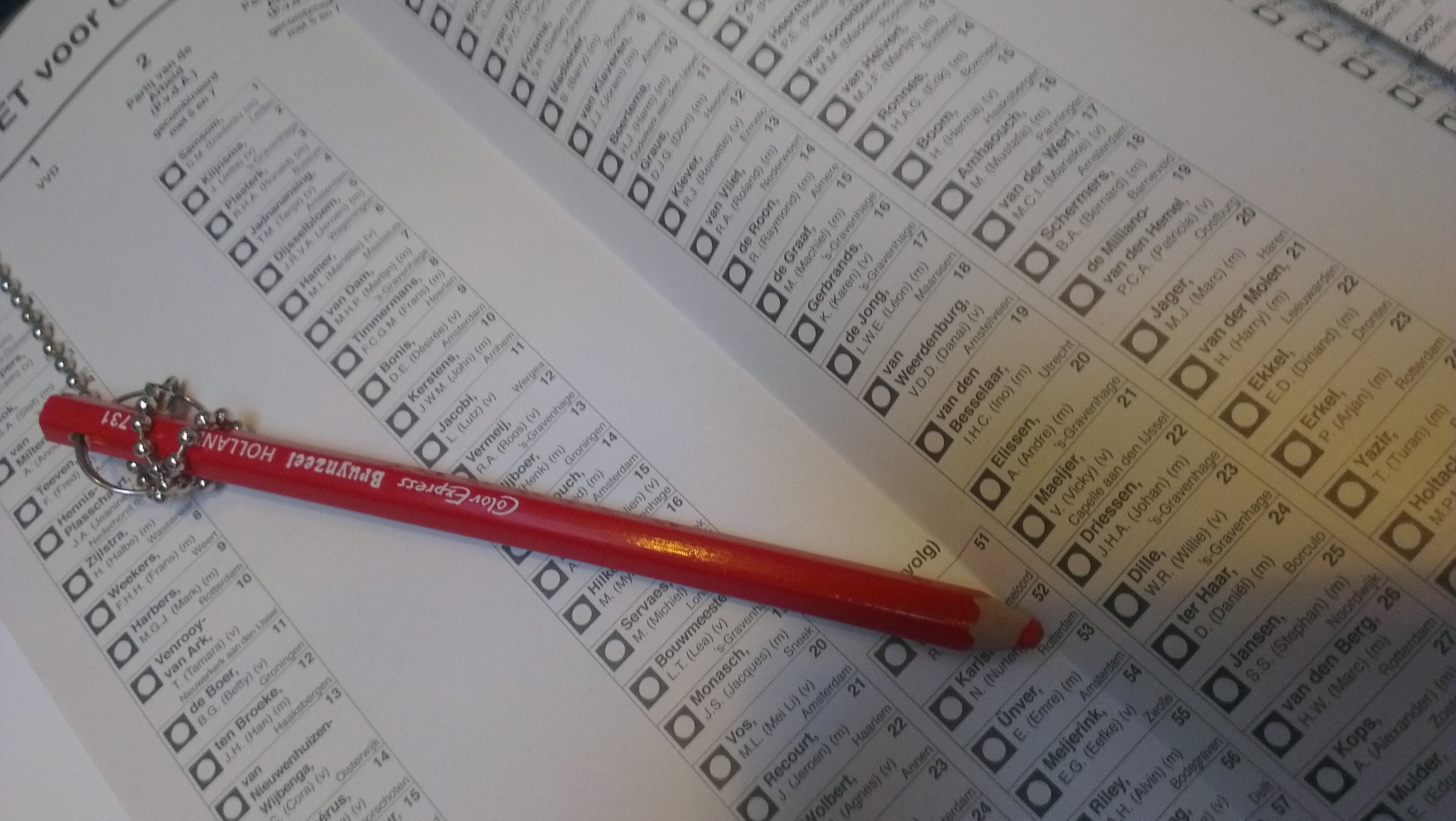
Een stemformulier met rood potlood; Tweede Kamerverkiezingen 2012.

De Tweede Kamerverkiezingen 2012 waren ontbindingsverkiezingen voor de Nederlandse Tweede Kamer der Staten-Generaal, die gehouden werden op 12 september 2012.
De verkiezingen waren oorspronkelijk gepland voor mei 2014, maar werden vervroegd vanwege de val van het kabinet-Rutte-I.

## Aanleiding
Op 21 april 2012 werd duidelijk dat de coalitiepartijen CDA en VVD geen overeenstemming konden bereiken met gedoogpartner PVV over de maatregelen die genomen zouden moeten worden om het Nederlandse begrotingstekort terug te dringen. Minister-president Rutte bood na overleg in de ministerraad het staatshoofd op 23 april 2012 het ontslag aan van alle ministers en staatssecretarissen en stelde dat het uitschrijven van nieuwe verkiezingen een voor de hand liggend scenario zou zijn.

## Datum
Het formele besluit over te gaan tot vervroegde ontbinding van de Tweede Kamer werd op 27 april 2012 door de ministerraad genomen. Aanvankelijk stelden PvdA, SP en VVD voor de verkiezingen te houden op een datum die lag vóór de zomervakantie van 2012 (27 juni 2012). Dit bleek echter moeilijk uitvoerbaar, zo gaf de Kiesraad aan. Uiteindelijk ging de Kamer akkoord met een datum na de vakantie.
Premier Rutte stelde tijdens het debat over de kabinetscrisis 12 september 2012 voor als verkiezingsdag, een datum die de instemming van de Tweede Kamer kreeg.

## Deelnemende partijen
De kandidaatstelling voor de Tweede Kamerverkiezingen vond plaats op 31 juli 2012. Op 2 augustus 2012 maakte de Kiesraad de lijst van deelnemende partijen en hun nummering bekend. De IQ-Partij werd op 3 augustus 2012 door het hoofdstembureau van de kieskring Den Haag, de enige kieskring waar deze partij zich had ingeschreven, geschrapt omdat zij haar waarborgsom niet had betaald.
| Lijst | Partij                                 | Lijsttrekker                     | Verkiezingen 2010 | Verkiezingen 2010 |
| Lijst | Partij                                 | Lijsttrekker                     | %                 | #                 |
| ----- | -------------------------------------- | -------------------------------- | ----------------- | ----------------- |
| 1     | VVD                                    | Mark Rutte                       | 20,5              | 31                |
| 2     | Partij van de Arbeid (P.v.d.A.)        | Diederik Samsom                  | 19,6              | 30                |
| 3     | PVV (Partij voor de Vrijheid)          | Geert Wilders                    | 15,4              | 24                |
| 4     | Christen Democratisch Appèl (CDA)      | Sybrand van Haersma Buma         | 13,6              | 21                |
| 5     | SP (Socialistische Partij)             | Emile Roemer                     | 9,8               | 15                |
| 6     | Democraten 66 (D66)                    | Alexander Pechtold               | 6,9               | 10                |
| 7     | GROENLINKS                             | Jolande Sap                      | 6,7               | 10                |
| 8     | ChristenUnie                           | Arie Slob                        | 3,2               | 5                 |
| 9     | Staatkundig Gereformeerde Partij (SGP) | Kees van der Staaij              | 1,7               | 2                 |
| 10    | Partij voor de Dieren                  | Marianne Thieme                  | 1,3               | 2                 |
| 11    | Piratenpartij                          | Dirk Poot                        | 0,1               | 0                 |
| 12    | Partij voor Mens en Spirit (MenS)      | Lea Manders                      | 0,3               | 0                 |
| 13    | Nederland Lokaal                       | Ton Schijvenaars                 | [ 13 ]            | [ 13 ]            |
| 14    | Libertarische Partij (LP)              | Toine Manders                    | [ 13 ]            | [ 13 ]            |
| 15    | Democratisch Politiek Keerpunt DPK     | Hero Brinkman                    | [ 13 ]            | [ 13 ]            |
| 16    | 50PLUS                                 | Henk Krol                        | [ 13 ]            | [ 13 ]            |
| 17    | Liberaal Democratische Partij (LibDem) | Sammy van Tuyll van Serooskerken | [ 13 ]            | [ 13 ]            |
| 18    | Anti Europa Partij                     | Arnold Reinten                   | [ 13 ]            | [ 13 ]            |
| 19    | SOPN                                   | Johan Oldenkamp                  | [ 13 ]            | [ 13 ]            |
| 20    | Partij van de Toekomst (PvdT)          | Johan Vlemmix                    | [ 13 ]            | [ 13 ]            |
| 21    | Politieke Partij NXD                   | Anil Samlal                      | [ 13 ]            | [ 13 ]            |

## Thema's

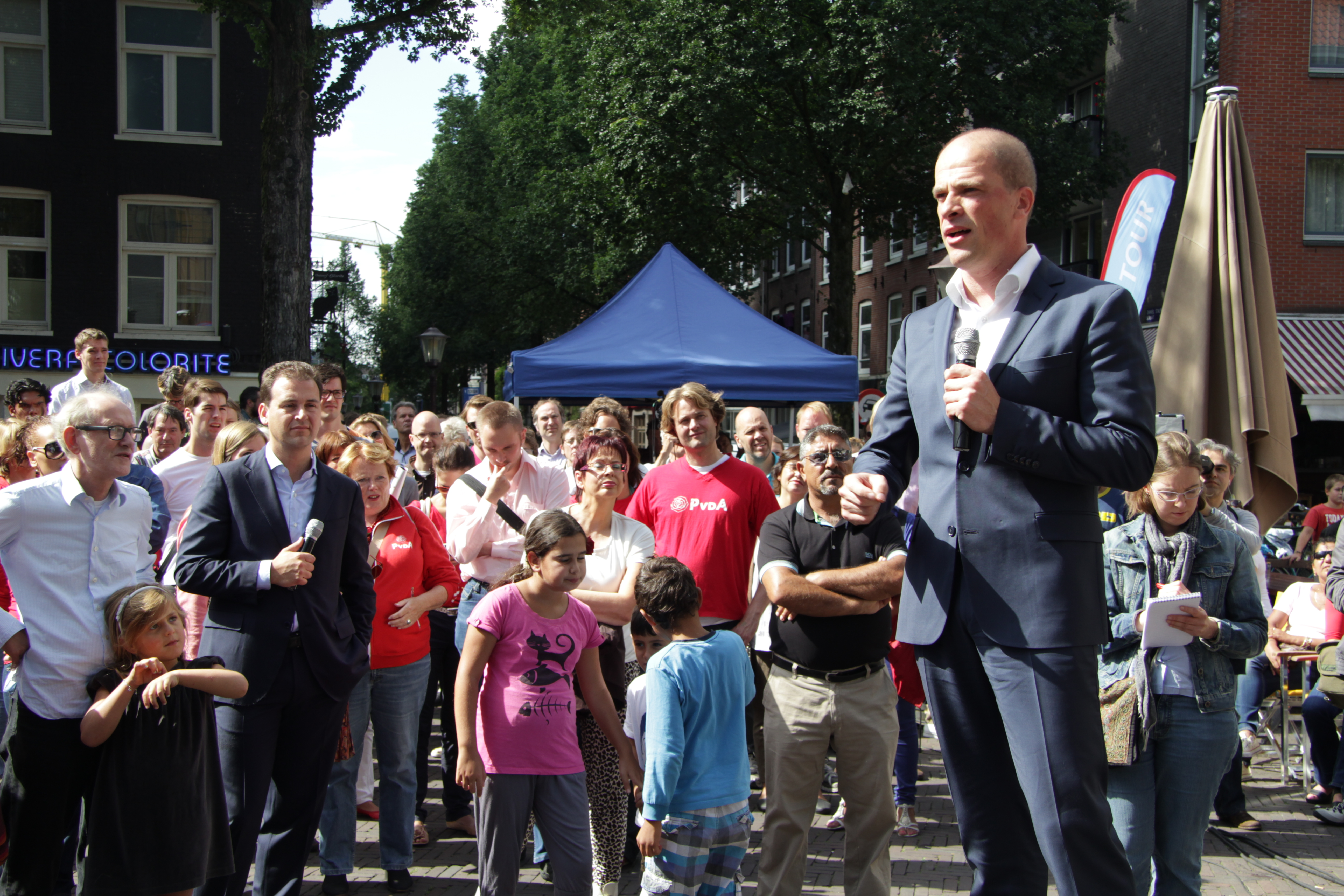
Diederik Samsom op campagne in Amsterdam

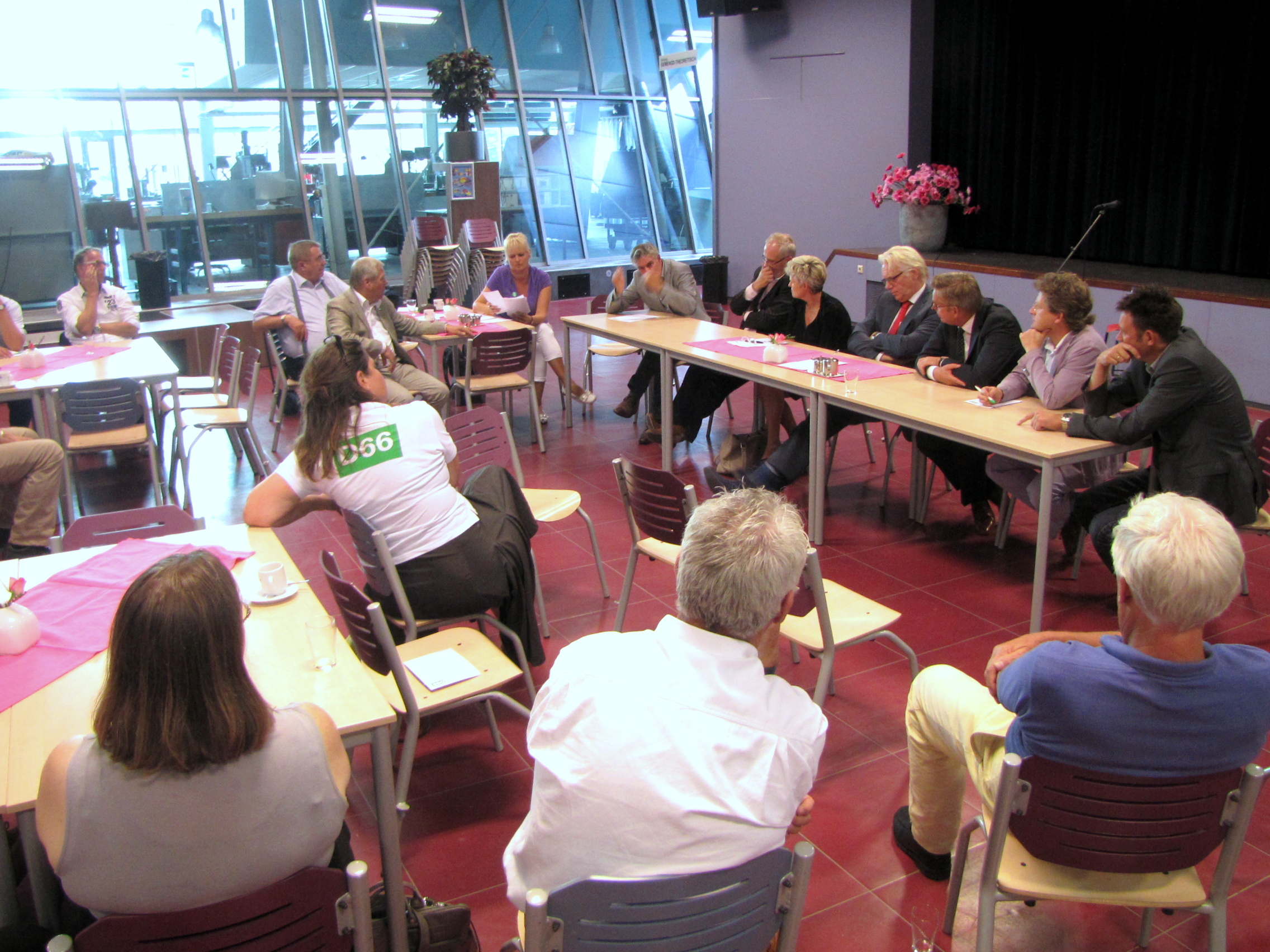
Paneldiscussie met D66-Kamerlid Gerard Schouw in Oost Gelre

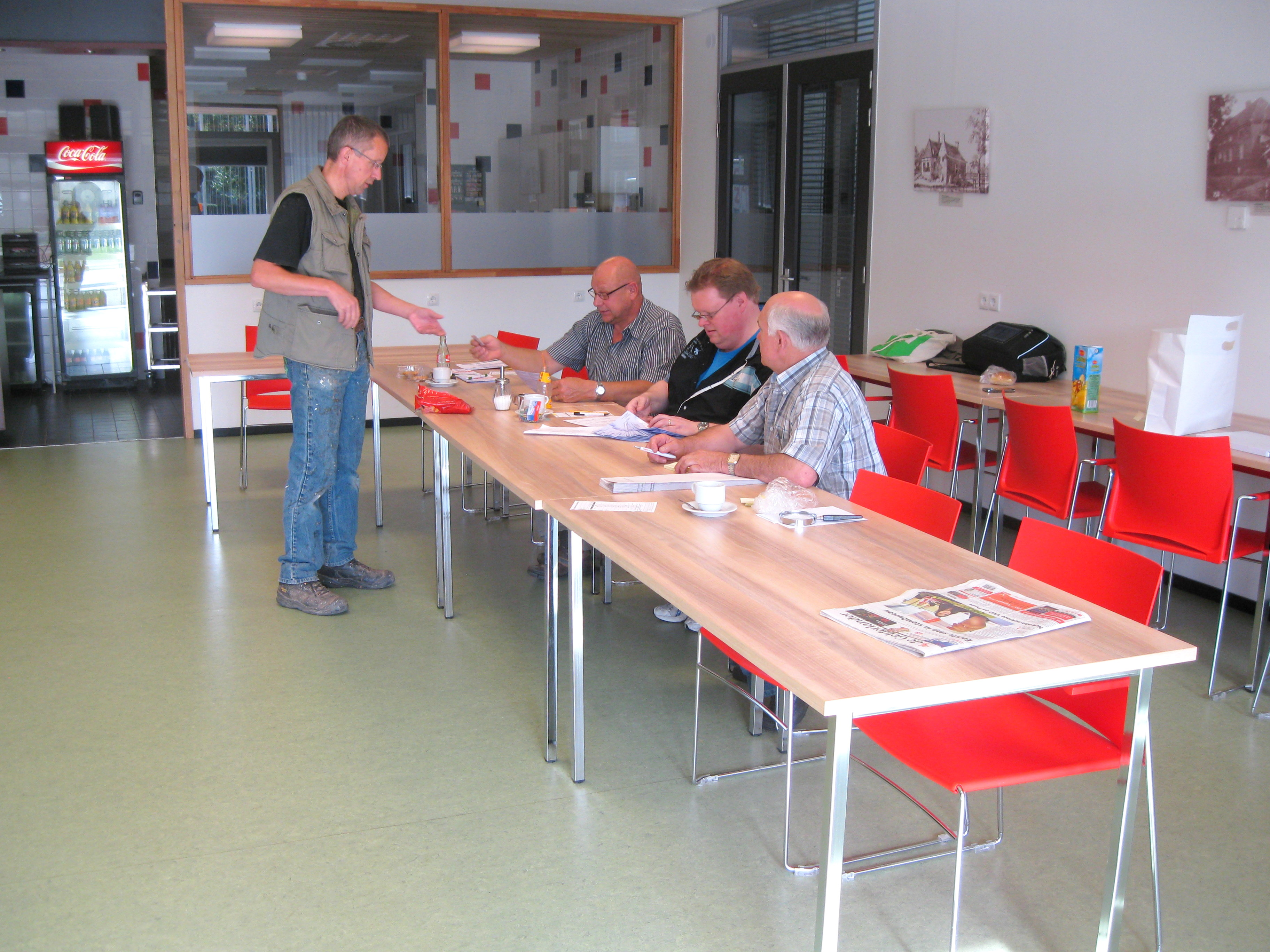
Stemlokaal op 12 september 2012 in De Lichtenberg, Silvolde

Nederland had als deel van de eurozone te maken met de Europese staatsschuldencrisis en de daaruit voortkomende problematiek rond bezuinigingen. Europese en binnenlandse financiële thema's speelden dan ook een prominente rol in de meeste campagnes en debatten in de media. Het Lenteakkoord, de financiële doorrekeningen van de verkiezingsprogramma's van de diverse partijen door het Centraal Planbureau, de (marktwerking in de) zorg, de AOW-leeftijd, de hypotheekrenteaftrek en het hoger onderwijs behoorden tot de onderwerpen die veelvuldig voor het voetlicht werden gebracht, alsmede de mogelijke partijcombinaties in een na de verkiezingen te vormen coalitie.

## Debatten
- 22 augustus (NOS): Politiek Café, informeel debat tussen de lijsttrekkers die op het moment vertegenwoordigd zijn in de Tweede Kamer. VVD, PVV en SP namen niet deel aan dit debat.
- 26 augustus (RTL 4): 'Premiersdebat', debat tussen de lijsttrekkers van de grootste partijen volgens de peilingen: Mark Rutte (VVD), Emile Roemer (SP), Geert Wilders (PVV) en Diederik Samsom (PvdA).
- 30 augustus (EO): Lijsttrekkersdebat: Mark Rutte (VVD), Emile Roemer (SP), Geert Wilders (PVV), Diederik Samsom (PvdA), Sybrand van Haersma Buma (CDA) en Alexander Pechtold (D66).
- 3 september (Radio 1): Debat met de lijsttrekkers: Mark Rutte (VVD), Emile Roemer (SP), Geert Wilders (PVV), Diederik Samsom (PvdA), Sybrand Buma (CDA), Alexander Pechtold (D66), Jolande Sap (GL) en Arie Slob (CU).
- 4 september (RTL 4): Debat vanuit Koninklijk Theater Carré tussen de lijsttrekkers van de acht grootste partijen.
- 6 september (AVRO/TROS): Debat vanuit de aula van de Erasmus Universiteit Rotterdam tussen de lijsttrekkers van de zes grootste partijen: VVD, PvdA, PVV, CDA, SP en D66.
- 8 september (NOS): Jeugdjournaal Verkiezingsdebat, debat tussen de lijsttrekkers van VVD, SP, PVV, PvdA en CDA.
- 10 september, (De Balie): Het Nieuwe Lijsttrekkersdebat, Anti Europa Partij, Liberaal Democratische Partij (LibDem), Libertarische Partij (LP), Partij voor Mens en Spirit (MenS), Partij van de Toekomst (PvdT), Nederland Lokaal, Piratenpartij en Soeverein Onafhankelijke Pioniers Nederland (SOPN)
- 11 september (NOS): twee debatten, een voor de grote partijen en een voor de kleinere partijen.

## Peilingen
Verschillende peilbureaus verwachtten zo'n anderhalve maand voor de verkiezingen dat de VVD en de SP in aanmerking kwamen om de grootste partij te worden. In de laatste weken voor de verkiezingen werd de positie van de SP steeds meer overgenomen door de PvdA.

## Uitslag

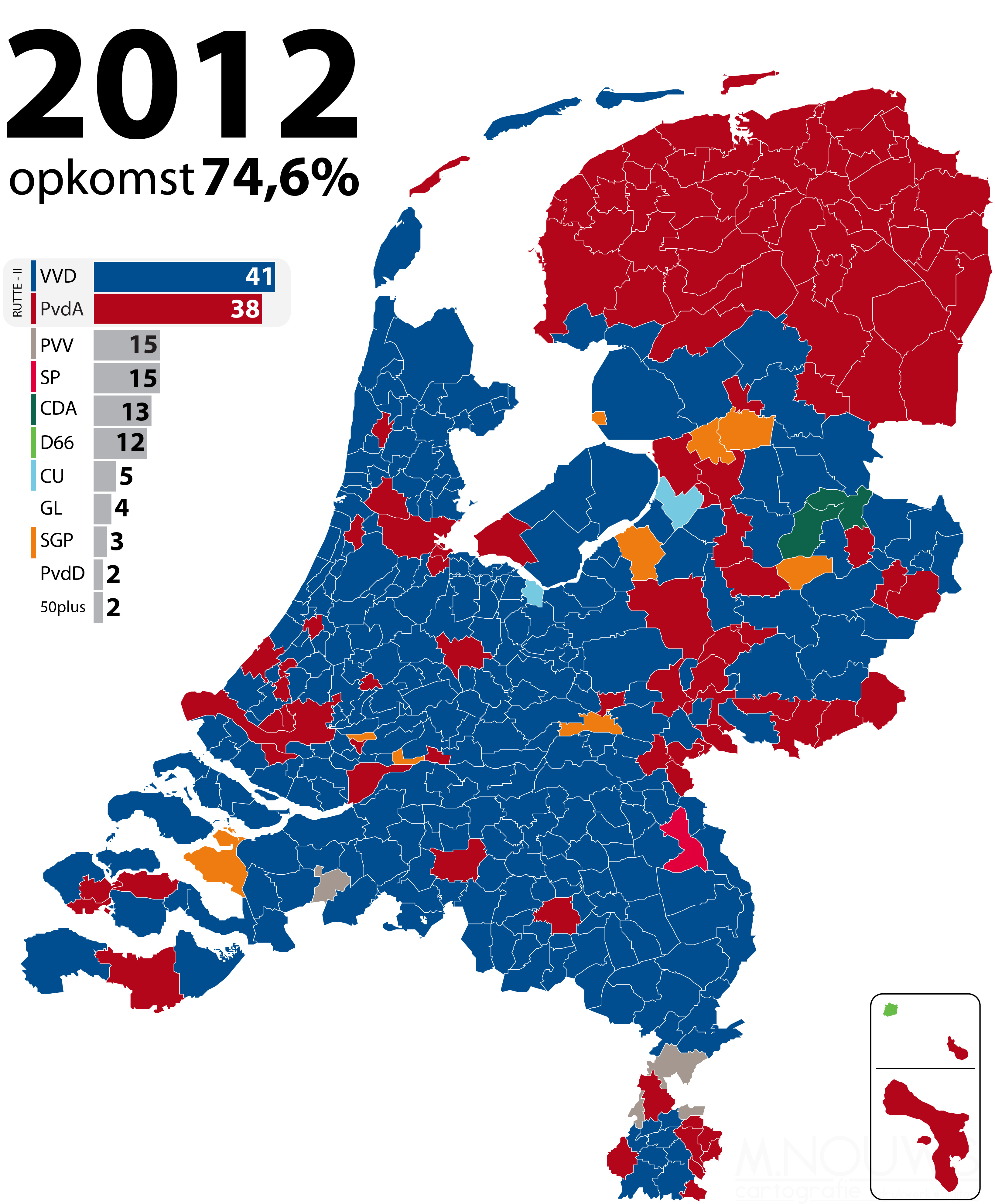
Grootste partij per gemeente

De Kiesraad presenteerde tijdens een openbare zitting op 17 september 2012 de officiële uitslag.

### Opkomst en kiesdeler
|                   | 2010       | 2010      | 2012       | 2012  |
| # stemmen         | %          | # stemmen | %          |       |
| ----------------- | ---------- | --------- | ---------- | ----- |
| Kiesgerechtigden  | 12.524.152 |           | 12.689.810 |       |
| Niet opgekomen    | 3.081.175  | 24,60     | 3.227.587  | 25,43 |
| Opkomst           | 9.442.977  | 75,40     | 9.462.223  | 74,57 |
| Ongeldige stemmen | 18.147     | 0,19      | 20.984     | 0,22  |
| Blanco stemmen    | 8.829      | 0,09      | 17.004     | 0,18  |
| Geldige stemmen   | 9.416.001  | 99,71     | 9.424.235  | 99,60 |
| Kiesdeler         | 62.773     | 0,67      | 62.829     | 0,67  |

## Verkiezingsuitslag
| Partij                   | Partij                                 | 2010      | 2010  | 2010   | 2012      | 2012  | 2012   | verschil | verschil |
| Partij                   | Partij                                 | # stemmen | %     | zetels | # stemmen | %     | zetels | %        | zetels   |
| ------------------------ | -------------------------------------- | --------- | ----- | ------ | --------- | ----- | ------ | -------- | -------- |
|                          | VVD                                    | 1.929.575 | 20,49 | 31     | 2.504.948 | 26,58 | 41     | +6,09    | +10      |
|                          | Partij van de Arbeid (P.v.d.A.)        | 1.848.805 | 19,63 | 30     | 2.340.750 | 24,84 | 38     | +5,21    | +8       |
|                          | PVV (Partij voor de Vrijheid)          | 1.454.493 | 15,45 | 24     | 950.263   | 10,08 | 15     | -5,37    | -9       |
|                          | SP (Socialistische Partij)             | 924.696   | 9,82  | 15     | 909.853   | 9,65  | 15     | -0,17    | 0        |
|                          | Christen Democratisch Appèl (CDA)      | 1.281.886 | 13,61 | 21     | 801.620   | 8,51  | 13     | -5,10    | -8       |
|                          | Democraten 66 (D66)                    | 654.167   | 6,95  | 10     | 757.091   | 8,03  | 12     | +1,08    | +2       |
|                          | ChristenUnie                           | 305.094   | 3,24  | 5      | 294.586   | 3,13  | 5      | -0,11    | 0        |
|                          | GROENLINKS                             | 628.096   | 6,67  | 10     | 219.896   | 2,33  | 4      | -4,34    | -6       |
|                          | Staatkundig Gereformeerde Partij (SGP) | 163.581   | 1,74  | 2      | 196.780   | 2,09  | 3      | +0,35    | +1       |
|                          | Partij voor de Dieren                  | 122.317   | 1,30  | 2      | 182.162   | 1,93  | 2      | +0,63    | 0        |
|                          | 50PLUS                                 | -         | -     | -      | 177.631   | 1,88  | 2      | +1,88    | +2       |
|                          | Piratenpartij                          | 10.471    | 0,11  | 0      | 30.600    | 0,32  | 0      | +0,21    | 0        |
|                          | Partij voor Mens en Spirit (MenS)      | 26.196    | 0,28  | 0      | 18.310    | 0,19  | 0      | -0,09    | 0        |
|                          | SOPN                                   | -         | -     | -      | 12.982    | 0,14  | 0      | +0,14    | 0        |
|                          | Partij van de Toekomst (PvdT)          | -         | -     | -      | 8.194     | 0,09  | 0      | +0,09    | 0        |
|                          | Democratisch Politiek Keerpunt DPK     | 52.937    | 0,56  | 0      | 7.363     | 0,08  | 0      | -0,48    | 0        |
|                          | Libertarische Partij (LP)              | -         | -     | -      | 4.163     | 0,04  | 0      | +0,04    | 0        |
|                          | Nederland Lokaal                       | -         | -     | -      | 2.842     | 0,03  | 0      | +0,03    | 0        |
|                          | Liberaal Democratische Partij (LibDem) | -         | -     | -      | 2.126     | 0,02  | 0      | +0,02    | 0        |
|                          | Anti Europa Partij                     | -         | -     | -      | 2.013     | 0,02  | 0      | +0,02    | 0        |
|                          | Politieke Partij NXD                   | -         | -     | -      | 62        | 0,00  | 0      | +0,00    | 0        |
| overige partijen in 2010 | overige partijen in 2010               | 13.687    | 0,15  | 0      | -         | -     | -      | -0,15    | 0        |
| Totaal                   | Totaal                                 | 9.416.001 | 100,0 | 150    | 9.424.235 | 100,0 | 150    | 0,0      | 0        |

### Gekozen leden
Om met voorkeurstemmen te worden gekozen, dienden kandidaten meer dan een kwart van de kiesdeler te halen, oftewel ten minste 15.708 stemmen. 28 kandidaten voldeden aan deze eis. Voor Dirk Poot (Piratenpartij) gold echter dat de lijst waarvoor hij kandidaat was de kiesdrempel niet haalde, waardoor hij niet gekozen werd.
Eén kandidaat zou op basis van zijn plaats op de lijst niet verkozen zijn, maar kwam op basis van voorkeurstemmen in de Tweede Kamer: Pieter Omtzigt (CDA) (plaats 39, 36.750 stemmen) ten koste van Martijn van Helvert.

## Zittingsduur
De begroting voor 2013 werd op Prinsjesdag, 18 september 2012, nog door de Tweede Kamer in de oude samenstelling in ontvangst genomen. De bij deze verkiezingen gekozen Tweede Kamerleden werden op 20 september 2012 geïnstalleerd. De zittingsperiode liep tot en met 22 maart 2017.

## Kabinetsformatie
Op basis van deze verkiezingen werd na een kabinetsformatie van 54 dagen op 5 november 2012 het kabinet-Rutte II (VVD+PvdA) beëdigd.
| \| 8 \| 15 \| 12 \| 5 \| 38 \| 41 \| 13 \| 15 \| 3 \| \| \| SP \| D66 \| CU \| 79 \\| Kabinet-Rutte II \\| PvdA + VVD \\| 54/1816 d \| 79 \\| Kabinet-Rutte II \\| PvdA + VVD \\| 54/1816 d \| CDA \| PVV \| \| |    |     |    |                                                   |                                                   |     |     |   |
| 8 | 15 | 12  | 5  | 38                                                | 41                                                | 13  | 15  | 3 |
| | SP | D66 | CU | 79 \| Kabinet-Rutte II \| PvdA + VVD \| 54/1816 d | 79 \| Kabinet-Rutte II \| PvdA + VVD \| 54/1816 d | CDA | PVV |   |